# یکشوه
یـِکْشَوَه یکی از روستاهای کوهستانی شهرستان بوکان در استان آذربایجان غربی است. این روستا در ۱۲ کیلومتری شهر بوکان واقع است.
جمعیت این روستا ۵۴۶ نفر (۱۸۱خانوار) که ۳۰۷ نفر مرد و ۲۸۹ نفر زن و جمعیت بی‌سواد آن ۱۴۰ نفر است.

## اقتصاد
در روستای یکشوه طرح آبیاری‌های تحت فشار بارانی و قطره‌ای به بهره‌برداری رسیده‌است.
در ماه خرداد ۱۳۸۷ و به مناسبت هفته جهاد کشاورزی ساخت ایستگاه ذرت‌خشک‌کنی در روستای یکشوه هم آغاز شد. این طرح در زمینی به مساحت ۳ هزار و زیر بنای ۸۵۰ متر مربع زیر بنا با دو میلیارد و ۵۲۰ میلیارد ریال اعتبار احداث می‌شود.
از امکانات این روستا به فعالیت به یک جایگاه سوخت در جنب ایستگاه ذرت خشک کنی اشاره نمود که به عرضه سوخت از قبیل بنزین - نفت سفید و گازوئیل مشغول می‌باشند.
این روستا دارای آب شرب لوله‌کشی و گاز شهری می‌باشد
مسجد رسول اکرم در این روستا در سال ۱۳۷۸ در محل قبلی مسحد بازسازی و به صورت دو طبقه شامل مسجد بانوان احداث گردید.
امکانات این روستا شامل یک مدرسه که تا مقطع متوسطه نوبت اول یک سالن ورزشی که در آن بازی‌های فوتسال و والیبال و بسکتبال برگزار می‌شود. همچنین این روستا دارای یک مرکز بهداشت یک پارک با وسایل تفریحی برای کودکان می‌باشد.
نانوایی این روستا همه روزه به جز روزهای شنبه از ۷ صبح تا ساعت ۱۴ آماده خدمت به ساکنین این روستا می‌باشد
تمامی کوچه و معابر این روستا آسفالت و بتن کاری شده‌است که با توجه به فاصله ای که با شهر دارد برای زندگی مکانی راحت و زیبا برای ساکنین آن می‌باشد
این روستا دارای ۵ قنات و ۱ چشمه می‌باشد. ۲ عدد از قنات‌های این روستا به دلیل عدم لایروبی و ترمیم چاه‌های آن مسدود و خشک شده‌است.
چشمه آب روستا که تا قبل از لوله‌کشی آب در قسمت غربی روستا مرکز تأمین آب شرب این روستا بوده‌است و اکنون هم دارای آب می‌باشد و از آب آن برای آبیاری زمین‌های پایین دست در قسمت شمال غربی روستا کاربرد دارد
از مکان‌های دیدنی روستا می‌توان به باغ دیمی که در ۱۰۰۰ متری شرق روستا واقع است می‌توان نام برد که بیش از ۱۵۰ سال قدمت دارد و میوه‌های
از قبیل پسته بادام بلوط و انگور که همگی به صورت دیم می‌باشند نام برد.
همچنین خرابه‌های خانه‌های اربابی این روستا با معماری زیبا در مرکز روستا مکانی زیبا و دیدنی می‌باشد که متأسفانه درحال حاضر تخریب شده‌است.
شغل اصلی اهالی این روستا بیشتر کشاورزی و دامداری می‌باشد.
از محصولات زراعی این روستا می‌توان به گندم جو نخود عدس و چغندر قند و یونجه اشاره نمود